# Kacper Ruciński
Kacper Ruciński (ur. 28 sierpnia 1984 w Malborku) – polski satyryk i stand-uper.

## Życiorys
Absolwent Akademii Wychowania Fizycznego i Sportu im. Jędrzeja Śniadeckiego w Gdańsku. Na scenie debiutował w 2009 roku wraz z grupą improwizacyjną W Gorącej Wodzie Kompani. W latach 2010–2012 należał – wraz z Katarzyną Piasecką i Abelardem Gizą – do grupy Stand-up Bez Cenzury. Równocześnie zdobył kilkanaście nagród i wyróżnień na festiwalach i przeglądach kabaretowych w Polsce. w 2010 roku wystąpił w jedynej edycji programu Stand up. Zabij mnie śmiechem.

W latach 2013–2014 prowadził program Tylko dla dorosłych, stanowiący autonomiczną część programu satyrycznego Dzięki Bogu już weekend.
W 2013 roku zawarł związek małżeński z Karoliną Wróbel, z którego urodziła się córka (2017).
W roku 2022 został jednym z jurorów-detektywów w programie Mask Singer telewizji TVN. 15 czerwca 2022 roku został ogłoszony rzecznikiem prasowym klubu piłkarskiego KTS Weszło.

## Wybrane nagrody
- 2009
  - I Nagroda i Nagroda Publiczności na III Szczecińskim Przeglądzie Autorskich Kabaretów SZPAK w Szczecinie
  - I Miejsce na II Kabaretowych Mistrzostwach Świata w Warszawie
- 2010
  - Nagroda Główna i Nagroda Publiczności na VIII Festiwalu Zostań Gwiazdą Kabaretu w Poznaniu
  - Wydarzenie Festiwalu (wraz z narzeczoną Karoliną Wróbel) – Statuetka pozłacanego Patisohna z diamentem na VI Festiwalu Kabaretu w Zielonej Górze
  - II Miejsce na XVI Mazurskim Lecie Kabaretowym Mulatka w Ełku
  - II Miejsce w Konkursie Solistów One Ryj Show na XV Rybnickiej Jesieni Kabaretowej Ryjek w Rybniku
  - II Nagroda na XXXI Lidzbarskich Wieczorach Humoru i Satyry w Lidzbarku Warmińskim
  - III Nagroda oraz Nagroda Publiczności na XXVI Przeglądzie Kabaretów PaKA w Krakowie
- 2011
  - I Miejsce w Konkursie Solistów One Ryj Show na XVI Rybnickiej Jesieni Kabaretowej Ryjek
  - III Miejsce – Tytuł ŚciaKa na X Dąbrowskiej Ściemie Kabaretowej DebeŚciaK w Dąbrowie Górniczej
- 2012
  - I Miejsce – Tytuł DebeŚciaKa na XI Dąbrowskiej Ściemie Kabaretowej DebeŚciaK

## Filmografia
- Swing (2013) – Marek
- Kryzys (2018) – głos Konrada (odc. 4)
- Juliusz (2018) – scenariusz oraz rola grabarza